# Laos colonial
O protetorado francês do Laos ( em francês:  Protectorat français du Laos   ) foi um protetorado francês no Sudeste Asiático do que é hoje o Laos entre 1893 e 1953 - com um breve interregno como um estado fantoche japonês em 1945 - que constituía parte da Indochina Francesa . Foi estabelecido sobre o vassalo siamês, o Reino de Luang Prabang, após a Guerra Franco-Siamesa em 1893. Foi integrado à Indochina Francesa e nos anos seguintes outros vassalos siameses, o Principado de Phuan e o Reino de Champasak, foram anexados a ele em 1899 e 1904, respectivamente.
O protetorado de Luang Prabang estava nominalmente sob o governo de seu rei, mas o poder real estava com um governador-geral francês local, que por sua vez se reportava ao governador-geral da Indochina francesa . As regiões posteriormente anexadas do Laos estavam, no entanto, sob domínio francês puro. Durante a Segunda Guerra Mundial, o protetorado proclamou brevemente a independência sob a ocupação japonesa em 1945. Após a rendição do Japão logo em seguida, a restauração do controle francês sobre o país foi contestada pelo recém-criado governo de Lao Issara, que acabou fracassando em abril de 1946. O protetorado foi restabelecido, mas não muito tempo depois que o reino foi expandido para abranger todas as regiões do Laos e recebeu autogoverno dentro da União Francesa como o Reino do Laos . Alcançou a independência total após o Tratado Franco-Laosiano em 1953, durante os estágios finais da Primeira Guerra da Indochina . A dissolução final da Indochina Francesa veio com a Conferência de Genebra de 1954 .

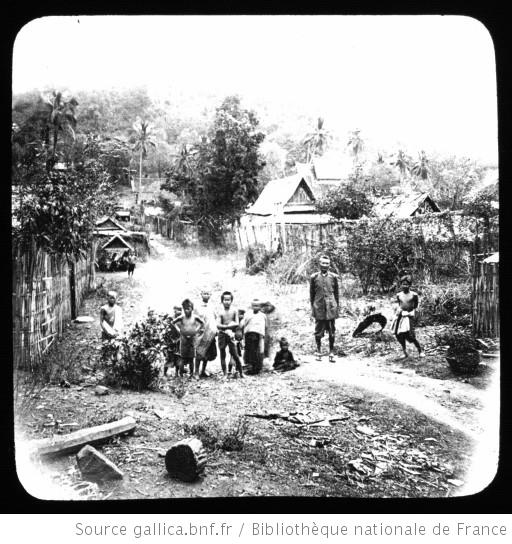
Um funcionário do governo francês e crianças do Laos em Luang Prabang, 1887

Após a aquisição do Camboja em 1863, exploradores franceses liderados por Ernest Doudart de Lagrée fizeram várias expedições ao longo do rio Mekong para encontrar possíveis relações comerciais para os territórios do Camboja francês e Cochinchina (atual Vietnã do Sul) ao sul. Em 1885, um consulado francês foi estabelecido no Reino de Luang Prabang, que era um reino vassalo do Sião (atual Tailândia ). O Sião, liderado pelo rei Chulalongkorn, logo temeu que a França planejasse anexar Luang Prabang e assinou um tratado com os franceses em 7 de maio de 1886 que reconhecia a suserania do Sião sobre os reinos do Laos.
No final de 1886, Auguste Pavie foi nomeado vice-cônsul em Luang Prabang e ficou encarregado das expedições ocorridas em território laosiano, com possibilidade de transformar o Laos em território francês. Em 1888, bandidos da China, conhecidos como Exército da Bandeira Negra, atacaram o Sião e seu estado vassalo de Luang Prabang, saqueando sua capital. Pavie e as forças francesas mais tarde intervieram e evacuaram a família real do Laos para um local seguro. Tropas francesas adicionais de Hanói chegaram mais tarde para expulsar os Bandeiras Negras de Luang Prabang. Após seu retorno à cidade, o rei Oun Kham solicitou um protetorado francês sobre seu reino. Pavie posteriormente enviou o pedido de Oun Kham ao governo francês em Paris . O projeto de lei que designa Luang Prabang como protetorado da França foi assinado em 27 de março de 1889 entre os dois lados, apesar de um protesto siamês.
Depois que um ultimato foi dado por Pavie, agora ministro residente no Sião em Bangkok, em agosto de 1892  ao governo siamês, ambos os países entraram em guerra em 1893, culminando no incidente de Paknam quando a França, contrariando as promessas que havia feito à Grã-Bretanha, entrou em Bangkok com navios de guerra. O reino foi forçado a reconhecer o controle francês sobre o lado oriental do rio Mekong. Pavie continuou a apoiar as expedições francesas no território do Laos e deu ao território o nome moderno de Laos. Após a aceitação do ultimato pelo Sião, para ceder as terras a leste do Mekong, incluindo suas ilhas, o Protetorado do Laos foi oficialmente estabelecido e a capital administrativa mudou-se de Luang Prabang para Vientiane. No entanto, Luang Prabang permaneceu a sede da família real, cujo poder foi reduzido a figuras de proa enquanto o poder real foi transferido para oficiais franceses, incluindo o vice-consulado e residente-geral. Em janeiro de 1896, a França e o Reino Unido assinaram um acordo reconhecendo a fronteira entre o Laos francês e a Birmânia britânica .
Em 1898, o Laos foi totalmente integrado à união da Indochina Francesa, criada em 1887 pela unificação das possessões francesas no Vietnã e no Camboja. Um governador colonial foi posteriormente instalado em Vientiane e o Laos foi reorganizado de duas províncias ( Haut-Laos e Bas-Laos ) para dez províncias. A sede real em Luang Prabang ainda era vista como o governante oficial da província e uma corte real ainda permanecia, mas mais tarde seria composta por oficiais franceses nomeados. As nove províncias restantes foram governadas diretamente pelo governo francês em Vientiane, com cada província tendo um governador residente e posto militar. Para apoiar financeiramente o governo colonial, impostos foram introduzidos e cobrados da população.
Em 1902, um tratado com o Sião forçou o reino a também entregar terras no lado oeste do rio Mekong. Essas terras agora formam a província de Sainyabuli e a metade ocidental da província de Champasak . Em 1904, a atual fronteira entre o Laos e o Camboja foi estabelecida depois que o Sião cedeu Meluprey ( província de Preah Vihear ) e o Reino de Champasak aos franceses. Ao contrário da anexação do Reino de Luang Prabang, que se tornou um protetorado francês oficial, pelo menos nominalmente, sob o domínio da casa real, a administração francesa não viu nenhum benefício em um tratado de protetorado com Champasak. Por esta razão, Champasak foi declarado dissolvido em 22 de novembro de 1904; a área era então administrada diretamente pela administração colonial. Pela reclassificação interna das províncias e pela entrega de algumas das áreas do sul ao Camboja francês, o antigo Reino de Champasak desapareceu do mapa, deixando apenas a Província de Champasak . O último rei de Champasak, Ratsadanay, foi autorizado a manter seu título vitalício e tornou-se governador da província de Champasak, cujo centro administrativo foi transferido para Pakse em 1908. Em 1934 foi deposto pelos franceses devido à sua idade.
Os planos franceses de expandir o território do Laos terminaram em 1907, depois que o Sião começou a cooperar com os britânicos para controlar a expansão francesa na Indochina, que o Império Britânico temia que acabaria levando à anexação francesa do Sião, perturbando o equilíbrio de poder da região. . Dentro da administração francesa em 1904, apesar da reivindicação histórica do Camboja, o Laos cedeu a província de Stung Treng em troca da capital real de Champassak, que estava temporariamente sob a administração do Camboja. Além disso, antes da Rebelião do Homem Sagrado, a província de Kontum e Pleiku foi colocada sob o Protetorado Francês de Annam.

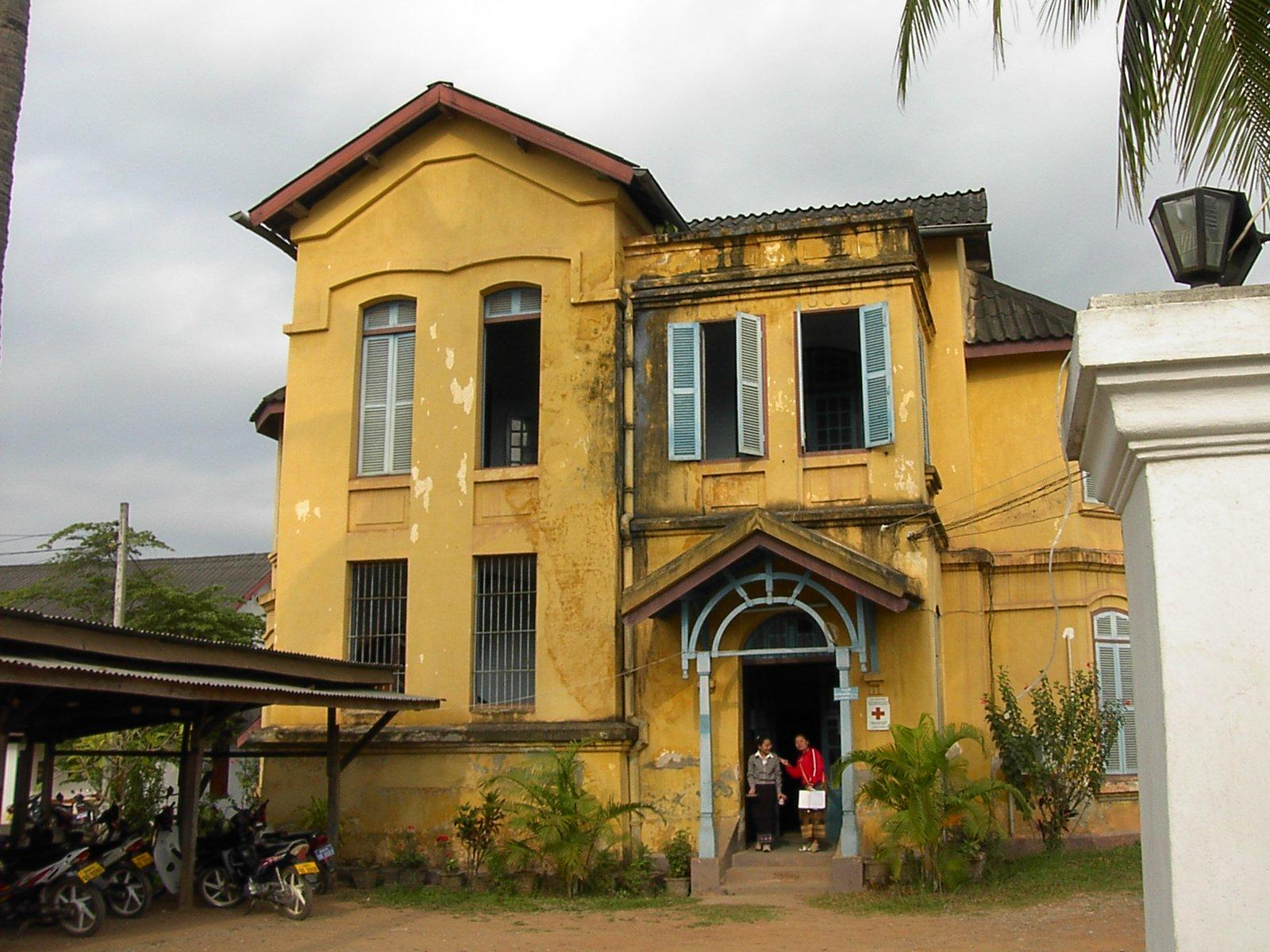
Um exemplo típico da arquitetura colonial francesa (agora um centro de saúde) em Luang Prabang

Sem sucesso em seu grande plano de anexar o Sião e com o Laos sendo a menos populosa de suas possessões da Indochina (a população foi estimada em 470.000 em 1900) e carecendo de portos marítimos para o comércio, os franceses perderam muito interesse no Laos, e para o próximo cinqüenta anos permaneceu um remanso do império francês na Indochina. Oficialmente, o Reino de Luang Prabang permaneceu um protetorado com autonomia interna, mas na prática era controlado por residentes franceses enquanto o resto do Laos era governado como uma colônia. O rei Sisavang Vong, que se tornou rei de Luang Prabang em 1904, permaneceu visivelmente leal aos franceses durante seu reinado de 55 anos.
Economicamente, os franceses não desenvolveram o Laos na escala que tiveram no Vietnã e muitos vietnamitas foram recrutados para trabalhar no governo do Laos em vez do povo laosiano, causando alguns conflitos entre os locais e o governo. O desenvolvimento econômico ocorreu muito lentamente no Laos e foi inicialmente alimentado principalmente pelo cultivo de arroz e destilarias que produziam álcool de arroz . No entanto, os franceses não planejavam expandir a economia do Laos e deixaram a atividade comercial para as populações locais. O isolamento geográfico também fez com que o Laos fosse menos influenciado pela França em comparação com outras colônias francesas e, em uma estimativa de 1937, apenas 574 civis franceses, juntamente com um número menor de funcionários do governo, viviam no Laos, um número significativamente menor do que no Vietnã e no Camboja. Sob o domínio francês, os vietnamitas foram encorajados a migrar para o Laos, o que foi visto pelos colonos franceses como uma solução racional para um problema prático dentro dos limites de um espaço colonial em toda a Indochina. Em 1943, a população vietnamita era de quase 40.000, formando a maioria nas maiores cidades do Laos e desfrutando do direito de eleger seus próprios líderes. Como resultado, 53% da população de Vientiane, 85% de Thakhek e 62% de Pakse eram vietnamitas, com exceção apenas de Luang Prabang, onde a população era predominantemente laosiana. Ainda em 1945, os franceses elaboraram um plano ambicioso para mover a população vietnamita em massa para três áreas principais, ou seja, a planície de Vientiane, a região de Savannakhet, o planalto de Bolaven, que só foi descartado pela invasão japonesa da Indochina. Caso contrário, de acordo com Martin Stuart-Fox, o Laos poderia muito bem ter perdido o controle sobre seu próprio país.
Reformas sociais também ocorreram sob a administração francesa, como a supressão do banditismo, a abolição da escravidão e o fim da discriminação legal do povo Lao Theung e Lao Soung pela maioria de Lao Loum . Comerciantes vietnamitas e chineses também chegaram mais tarde para repovoar as cidades (particularmente Vientiane) e reviver o comércio e alguns Lao Loum foram posteriormente autorizados a participar do governo local. Apesar dessas reformas sociais, muitos grupos minoritários, especialmente as tribos das colinas de Lao Soung, não se beneficiaram do domínio francês e não foram influenciados pela cultura francesa.

## Revoltas

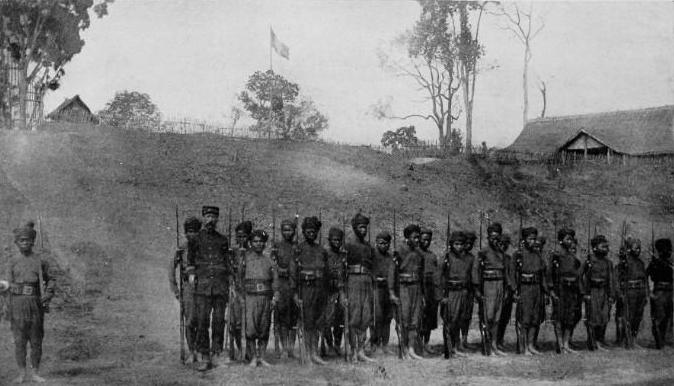
Soldados locais do Laos na guarda colonial francesa, c.1900

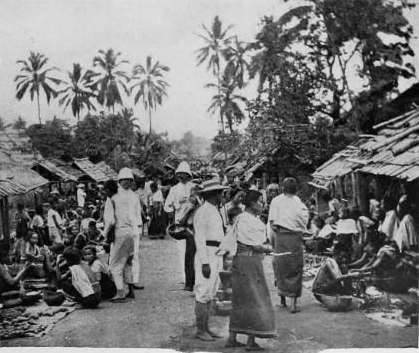
Mercado em Luang Prabang c.1900

Em 1901, uma revolta eclodiu no sul do Laos, no Planalto Bolaven, entre grupos de Lao Theung liderados por Ong Keo, que se autoproclamava phū mī bun (homem santo) que liderava um culto messiânico. A revolta desafiou o controle francês sobre o Laos e não foi totalmente reprimida até 1910, quando Ong Keo foi morto. No entanto, seu sucessor e tenente, Ong Kommandam, se tornaria um dos primeiros líderes do movimento nacionalista do Laos.
Entre 1899 e 1910, ocorreu agitação política no norte da província de Phôngsali, quando chefes de tribos locais desafiaram o domínio francês e as políticas de assimilação que estavam sendo realizadas nas terras altas. No auge da revolta, a agitação se espalhou para as terras altas de Tonkin (norte do Vietnã) e se concentrou principalmente entre os grupos minoritários de Khmu e Hmong . Embora a revolta tenha começado inicialmente como uma resistência contra a influência francesa e o endurecimento da administração, mais tarde mudou o objetivo para impedir a supressão francesa do comércio de ópio.
A instabilidade continuou no norte do Laos em 1919, quando grupos Hmong, que eram os principais produtores de ópio na Indochina, se revoltaram contra os impostos franceses e o status especial dado aos Lao Loum, que eram minorias nas terras altas, em um conflito conhecido como a Guerra de o Insano . Os rebeldes Hmong alegaram que tanto Laos quanto as autoridades francesas os estavam tratando como grupos subordinados e incivilizados e foram posteriormente derrotados em março de 1921. Após a revolta, o governo francês concedeu aos Hmongs autonomia parcial na província de Xiangkhouang .
Apesar da agitação entre as tribos minoritárias das colinas no norte, as porções central e sul do Laos viram uma comparação mais favorável sob o domínio francês versus o domínio siamês e uma considerável remigração do Laos da área de Isan no nordeste do Sião para o Laos aumentou a população e comércio revivido. As cidades do vale do Mekong, como Vientiane e Savannakhet, cresceram consideravelmente e a fundação de Pakse afirmou totalmente o domínio francês sobre o sul do Laos, embora as cidades ainda contivessem minorias vietnamitas e chinesas significativas.
Para competir com o comércio siamês, os franceses propuseram uma ferrovia ligando Hanói a Vientiane, mas os planos nunca foram aprovados. No entanto, a infraestrutura melhorou pela primeira vez no Laos quando os colonos franceses construíram a Route nationale 13, ligando Vientiane a Pakse e a estrada continua a ser a rodovia mais importante do Laos hoje. Em 1923, uma escola de direito foi aberta em Vientiane para treinar laocianos locais interessados em participar do governo, porém uma grande parte dos alunos da escola eram vietnamitas, que continuaram a dominar cargos políticos.
Embora a mineração de estanho e o cultivo de café tenham começado na década de 1920, o isolamento do país e o terreno difícil fizeram com que o Laos permanecesse economicamente inviável para os franceses. Mais de 90% do Laos permaneceram agricultores de subsistência, cultivando apenas o excedente de produção para vender em dinheiro para pagar seus impostos.
Embora os franceses tenham imposto um programa de assimilação no Laos como no Vietnã, eles demoraram a aplicá-lo totalmente devido ao isolamento e à falta de importância econômica na colônia. As escolas foram encontradas principalmente nas grandes cidades e foi somente na década de 1920 que as áreas rurais começaram a ser expostas à educação francesa. Na década de 1930, as taxas de alfabetização entre o Lao Loum e as populações nas terras baixas aumentaram consideravelmente e os estudantes do Laos começaram a receber educação superior em Hanói ou Paris. No entanto, o progresso estava estagnado nas terras altas, onde as tribos das montanhas estavam muito isoladas para chegar ou se recusavam a adotar o sistema educacional baseado na língua estrangeira francesa .
A maioria dos franceses que vieram para o Laos como oficiais, colonos ou missionários desenvolveram uma forte afeição pelo país e seu povo, e muitos dedicaram décadas ao que consideravam melhorar a vida dos laosianos. Alguns tomaram esposas do Laos, aprenderam a língua, tornaram-se budistas e "tornaram-se nativos" — algo mais aceitável no Império Francês do que no Britânico. Com as atitudes raciais típicas dos europeus da época, porém, tendiam a classificar os laosianos como gentis, amáveis, infantis, ingênuos e preguiçosos, encarando-os com o que um escritor chamou de "uma mistura de afeto e exasperação".
A contribuição francesa para o nacionalismo do Laos, além da criação do próprio estado do Laos, foi feita pelos especialistas orientais da Escola Francesa do Extremo Oriente (École Française d'Extrême-Orient), que realizaram grandes trabalhos arqueológicos, encontraram e publicaram Laos textos históricos, padronizou a linguagem escrita do Lao, renovou templos e túmulos negligenciados e, em 1931, fundou o Instituto Budista Lao Independente em Vientiane, onde o Pali foi ensinado para que o Lao pudesse estudar sua própria história antiga ou textos budistas.

## Laos durante a Segunda Guerra Mundial
O Laos poderia ter se tornado um remanso do Império Francês indefinidamente se não fosse por eventos externos dramáticos que impactaram fortemente a nação de 1940 em diante.
Em 22 de setembro de 1940, as forças japonesas entraram na Indochina Francesa . Isso foi feito com a cooperação relutante das autoridades francesas de Vichy, que haviam sido colocadas em posição após a derrota francesa para a Alemanha alguns meses antes. A ocupação subsequente ocorreu gradualmente, com guarnições japonesas estacionadas na Indochina, que ainda era administrada pelos franceses.
Antes, em 1932, Plaek Phibunsongkhram, primeiro-ministro do Sião, derrubou o rei e estabeleceu sua própria ditadura militar no país. Mais tarde, ele renomeou o país para Tailândia, com planos de unificar todos os povos Tai, incluindo o Laos, sob uma nação. Por volta de outubro de 1940, a Tailândia, sentindo a fraqueza francesa dos eventos anteriores dos anos, começou a atacar as margens orientais do Mekong entre Vientiane e a província de Champassak . Isso iria explodir em uma invasão tailandesa completa em janeiro de 1941. Após as vitórias iniciais tailandesas, sua ofensiva estagnou, e os franceses obtiveram uma grande vitória naval em Ko Chang, levando a um impasse. Os japoneses mediaram um cessar-fogo e obrigaram o governo colonial francês a ceder Champassak e a província de Xaignabouli no Laos e a província de Battambang no Camboja para a Tailândia, encerrando a guerra.
A perda dos territórios foi um duro golpe para o prestígio francês na Indochina. A província dominante do Laos de Luang Prabang (o anterior, e agora principalmente formal, Reino de Luang Prabang ) exigia soberania sobre todo o Laos como compensação, uma proposta encabeçada pelo príncipe herdeiro Savang Vatthana, educado na França. Um relatório secreto francês de março de 1941 reconheceu as aspirações nacionalistas entre o povo do Laos, mas temia que a casa real de Champasak pudesse escolher se alinhar com a Tailândia caso se tornassem subordinados a outra casa real. A perda territorial já havia enfraquecido o domínio francês na região. Savang Vatthana e o Residente-Superior Maurice Roques assinaram um acordo em 21 de agosto de 1941 que anexava as províncias de Xiangkhouang e Vientiane ao Reino de Luang Prabang, e colocava o protetorado em pé de igualdade com o Camboja e Annam . O foco renovado no Laos também trouxe modernização significativa da administração do reino e os franceses também disseram que não fariam objeções caso o reino se estendesse ainda mais para o sul. O príncipe Phetsarath tornou-se o primeiro primeiro-ministro, enquanto um novo conselho consultivo do rei Sisavang Vong era chefiado por Savang Vatthana.
Para manter o apoio e expulsar a influência tailandesa , o governador-geral da Indochina, Jean Decoux, encorajou o surgimento de um movimento nacionalista do Laos, o Movimento para a Renovação Nacional, que buscava defender o território do Laos da expansão tailandesa. Um relatório francês afirmou: "Se o governo do protetorado não conseguir criar uma individualidade autônoma do Laos - pelo menos entre aqueles que receberam educação - eles se sentirão cada vez mais atraídos pelo país vizinho e esta situação criará novas dificuldades". Mais escolas foram construídas no Laos durante este período do que nos últimos 40 anos e a Escola Francesa do Extremo Oriente foi rebatizada de "Templo para a Ideia Nacional do Laos". O movimento também publicou um jornal de propaganda, Lao Nyai (Grande Laos) em janeiro de 1941, criticando as políticas tailandesas sobre o povo do Laos e as terras cedidas enquanto promovia um senso de identidade em todo o Laos. Organizava concursos de poesia que celebravam a cultura e a história do Laos e publicava colunas que propagavam a 'linhagem gloriosa' do Laos moderno desde a época de Lan Xang . O jornal, no entanto, não foi autorizado a desviar-se da política oficial francesa ou a tornar-se explicitamente nacionalista. O jornal também cobriu os movimentos do rei Sisavang Vong que, encorajado pela expansão de seu reino e pelas garantias secretas francesas de uma maior expansão, fez viagens para várias cidades do sul, incluindo Champasak, a caminho de Phnom Penh em 1941. No sul do país, mais tarde na guerra, o movimento Lao-Seri foi formado em 1944, que, ao contrário do Movimento para a Renovação Nacional, não apoiava os franceses e declarou uma política de "Laos para Laos" destinada a alcançar a independência total.

## Estado fantoche japonês
Em 1944, a França foi libertada pelo general Charles de Gaulle . Ao mesmo tempo, as tropas imperiais japonesas estavam sendo amplamente derrotadas na Frente do Pacífico e, em uma tentativa de última hora de obter apoio, o Japão dissolveu o controle francês sobre suas colônias da Indochina em março de 1945. Um grande número de oficiais franceses no Laos foi preso ou executado pelos japoneses. O firmemente pró-francês Rei Sisavang Vong também foi preso e forçado pelos japoneses, e com muita insistência do Príncipe Phetsarath, a declarar o fim do protetorado francês sobre seu reino, enquanto aceitava a nação na Esfera de Co-Prosperidade da Grande Ásia Oriental em 8 Abril de 1945. O príncipe Phetsarath permaneceu como primeiro-ministro no recém-independente estado fantoche.
Após a rendição do Japão em agosto, o príncipe Phetsarath mudou-se para unir as províncias do sul com o agora independente Luang Prabang. Isso o colocou em desacordo com o rei Sisavong e a corte real. O rei já havia concordado com os franceses que pretendia que o país retomasse seu antigo status de colônia francesa. O príncipe Phetsarath instou o rei a reconsiderar e enviou telegramas a todos os governadores provinciais do Laos, notificando-os de que a rendição japonesa não afetou o status do Laos como independente e os advertiu a resistir a qualquer intervenção estrangeira. Em 15 de setembro, ele declarou a unificação do Reino do Laos com as regiões do sul; isso fez com que o rei o demitisse de seu cargo de primeiro-ministro em 10 de outubro.
No vácuo de poder que se seguiu, sem controle francês ou japonês, o demitido príncipe Phetsarath e outros nacionalistas do Laos formaram o Lao Issara (Laos Livre), que em 12 de outubro de 1945 assumiu o controle do governo e reafirmou a independência do país. Katay Don Sasorith, ministro das finanças do novo governo, escreveu após a guerra que, embora o retorno ao status quo talvez fosse desejável para o príncipe herdeiro Savang "que nunca trabalhou em sua vida e que nunca se preocupou com as necessidades e aspirações de o povo do Laos" foi um "total mal-entendido da evolução de nossos sentimentos e pontos de vista desde a agressão siamesa de 1940 e a ação japonesa de 1945. Não podíamos permitir isso". O governo de Lao Issara pediu ao rei que renunciasse e aguardasse uma decisão sobre o futuro da monarquia e, em 10 de novembro, um grupo de 30 homens armados liderados pelo príncipe Sisoumang Saleumsak e pelo príncipe Bougnavat marchou sobre o palácio e colocou a família real em prisão domiciliar. .
A situação havia se tornado caótica em toda a Indochina, a 93ª divisão chinesa do general Lu Han ocupou e desarmou os japoneses na metade norte da colônia enquanto os britânicos, sob o comando do general Douglas Gracey, faziam o mesmo no sul. Os britânicos facilitaram a restauração francesa enquanto os chineses a obstruíram. Enquanto isso, o Viet Minh comunista começou a se levantar contra os novos ocupantes e o retorno francês ao Vietnã. Solidariedade a todas as facções envolvidas; Franceses, tailandeses, vietnamitas, reais, nacionalistas, podiam ser encontrados no Laos e a situação política tornou-se extremamente confusa. A monarquia de Luang Prabang teve as promessas de um Reino unido do Laos assegurado por de Gaulle e continuou seu apoio à proteção francesa. Eles também estavam preocupados com as ameaças chinesas e vietnamitas percebidas devido à sua incapacidade de se defender de alguma forma. As preocupações com o Viet Minh também prevaleciam entre os apoiadores de Lao Issara e o príncipe Phetsarath; em seu apelo aos alles em outubro de 1945, ele disse que o Laos "se tornou, em seu próprio solo, uma minoria pobre e atrasada" em referência à maioria vietnamita em todas as principais cidades do Laos (exceto Luang Prabang).
O governo de Lao Issara começou a perder o controle do país no início de 1946. Eles rapidamente ficaram sem dinheiro e não podiam contar com nenhum apoio estrangeiro devido ao apoio dos Aliados para o retorno dos franceses. A principal fraqueza do Lao Issara foi citada como sendo que sempre permaneceu um pequeno movimento de base urbana, falhando em se conectar com a população rural do Laos. Em uma última tentativa desesperada de legitimar seu governo, o Lao Issara pediu ao rei Sisavang Vong que reascendesse ao trono como monarca constitucional, com o que ele concordou. A retirada dos chineses levou os franceses, sob o comando do coronel Hans Imfeld do governo provisório francês, a entrar na capital de Vientiane no final de abril de 1946, libertando prisioneiros franceses com uma força franco-laosiana apoiada pelo príncipe Boun Oum de Champasak. Em maio, eles chegaram a Luang Prabang e o Lao Issara fugiu para o exílio na Tailândia.

## Fim do colonialismo no Laos
Quando a administração francesa foi restabelecida, eles descobriram que o Laos havia mudado mais do que imaginavam. Mesmo os laocianos pró-franceses viram o retorno dos franceses apenas como um passo temporário, embora necessário, no caminho para a independência total. Em 27 de agosto de 1946, foi assinado um acordo de que um Reino unificado do Laos se tornaria uma monarquia constitucional dentro da União Francesa . Para garantir que a casa real de Luang Prabang ascendesse à posição dominante neste acordo; um protocolo secreto fez com que o príncipe Boun Oum renunciasse às reivindicações da casa de Champasak em troca de se tornar inspetor-geral do novo reino vitalício. As províncias anexadas pela Tailândia em 1941 foram devolvidas às suas respectivas nações em novembro, depois que a França ameaçou bloquear a entrada da Tailândia nas Nações Unidas . As eleições foram realizadas em dezembro para uma nova Assembléia Constituinte que se reuniu em março de 1947 e endossou uma nova constituição, dando origem ao Reino do Laos em 11 de maio de 1947, ainda membro da federação indochinesa um tanto reorganizada. A constituição introduziu um parlamento bicameral .
O exilado Lao Issara, entretanto, começou a fraturar. Eles haviam conduzido pequenos ataques de guerrilha contra os franceses com a ajuda do Viet Minh, mas depois que a Tailândia começou a mudar para uma política pró-francesa em 1947, Lao Issara teve que interromper suas atividades militares no país. O príncipe Souphanouvong, que já havia sido alienado durante o período de governo do grupo em 1945–46 devido ao seu forte apoio ao Viet Minh, agora argumentou que eles se mudariam totalmente para dentro do território controlado pelo Viet Minh e continuariam suas operações lá. Quando isso foi rejeitado, ele renunciou ao Lao Issara e ingressou totalmente no Viet Minh. Ele se tornaria o líder do comunista Pathet Lao .
Enquanto isso, maior autonomia para o Laos foi concedida em julho de 1949 por pressão interna e externa, o que satisfez o Lao Issara, que dissolveu o grupo e gradualmente retornou ao Laos sob anistia. O Laos poderia, neste ponto, ingressar nas Nações Unidas, embora seus negócios estrangeiros e defesa nacional ainda fossem controlados pela França. Após o sentimento anticolonial mundial e a perda do controle da Indochina pela França durante a Primeira Guerra da Indochina contra o Viet Minh, o Reino do Laos obteve total independência no Tratado Franco-Laosiano de 1953, reafirmado na Conferência de Genebra de 1954, que encerrou Controle francês de toda a Indochina.